# Тибетский терьер
Тибетский терьер — порода пастушьих собак. На самом деле не является членом группы терьеров, такое название этой породе дали европейские туристы, которым тибетские терьеры напомнили своим внешним видом терьеров. Цель их выведения неизвестна: некоторые считают, что их вывели для работы на фермах, другие — что их вывели для содержания в храмах.
Тибетский терьер хорошо работает в качестве пастушьей собаки, а также может служить отличным компаньоном.
Тибетское название породы, цанг апсо (англ. Tsang Apso), примерно переводится как «лохматая собака из провинции Цанг».
Недавний анализ ДНК пришел к выводу, что тибетский терьер происходит от древнейших пород собак.

## История породы
Тибетского терьера часто называют святой собакой Тибета, так как они на протяжении нескольких сотен лет жили в горах под присмотром и опекой тибетских монахов. Там их очень часто называли «Маленькие Люди», ведь они высоко ценились в качестве компаньонов для монахов и для обычных семей. К ним относились как к родным детям, родственникам. В Тибете никто из тех, кому посчастливилось владеть тибетским терьером, не продавал свою собаку, так как они считались там талисманом удачи, и никто в здравом уме не продавал часть своей удачи. Считалось, что если с ними плохо обращаться, то вся удача владельца исчезнет. Даже щенков не продавали, а дарили понравившимся иностранцам, и купить их было нигде нельзя.

## Внешний вид

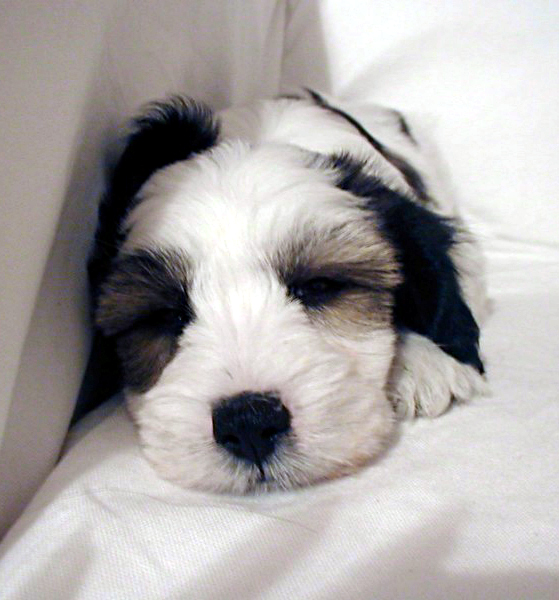
Тибетский терьер

Тибетский терьер — мощная, средних размеров собака квадратных пропорций с мохнатой шерстью. У тибетских терьеров хорошо развито чувство равновесия. Во взрослом состоянии они должны выглядеть как миниатюрные старо-английские овчарки. Голова у них среднего размера, череп не округлый, не квадратный. Глаза большие, тёмные, находящийся довольно далеко друг от друга. Уши у тибетских терьеров в форме латинской буквы V. Тело мускулистое и компактное. Высота составляет 32—41 см, вес — 8—13 кг.

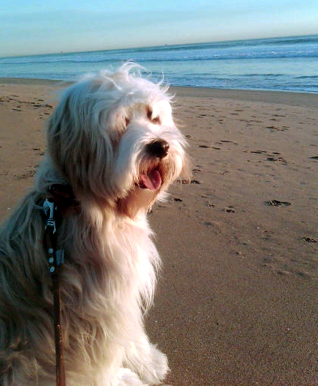
Тибетский терьер золотистого цвета

Шерсть у тибетских терьеров растёт долго, они редко линяют. Шерсть этой породы требует регулярного и тщательного ухода. Допускаются все окрасы, кроме шоколадного. В принципе, тибетские терьеры бывают почти любой раскраски. Тибетские терьеры золотого цвета являются самыми редкими.

## Темперамент

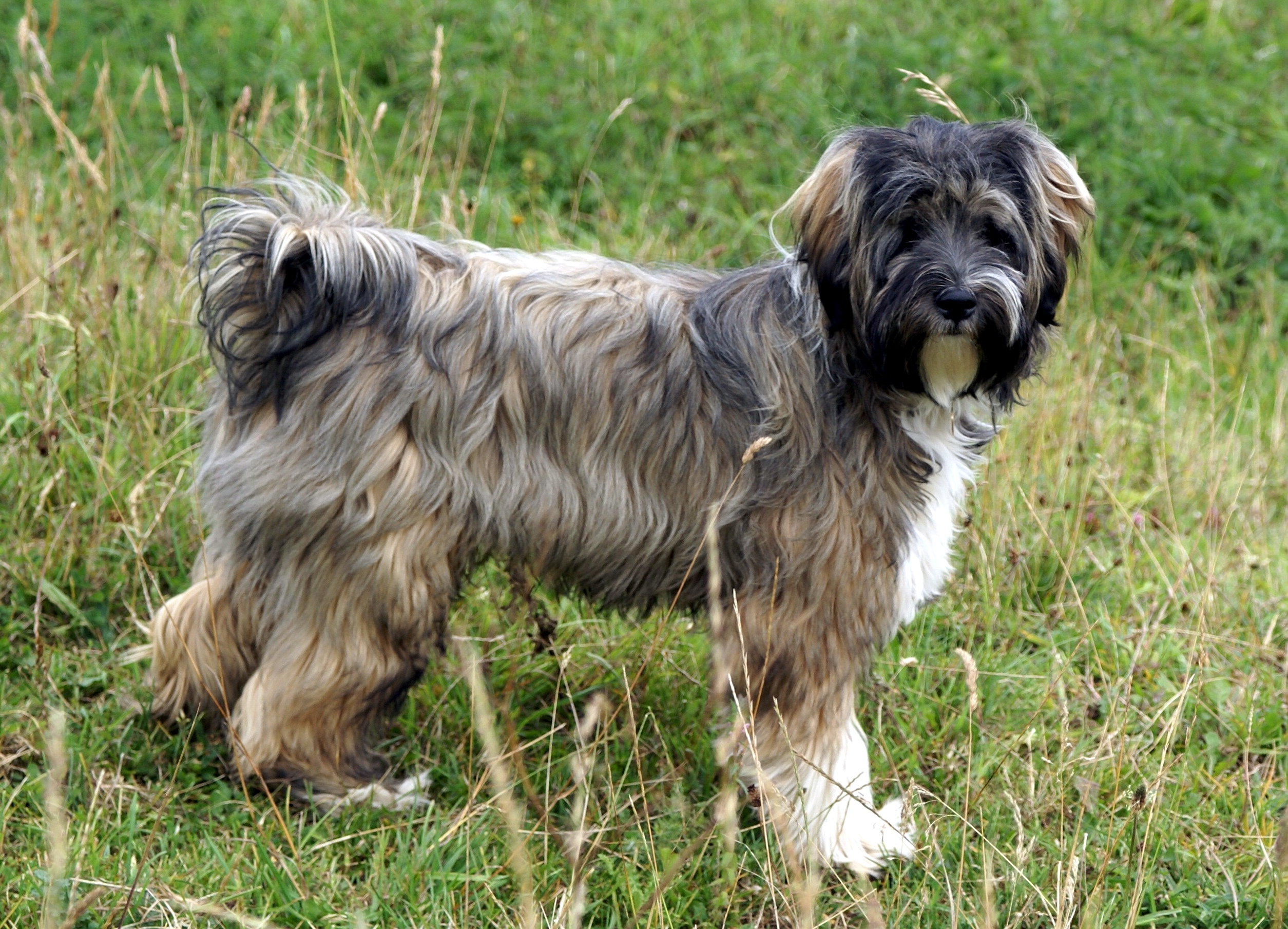
Тибетский терьер

Темперамент — одна из самых привлекательных черт тибетских терьеров, так как тибетские терьеры были созданы для того, чтобы жить с людьми. Тибетские терьеры — одни из самых дружелюбных и ласковых собак, хотя характер может изменяться в зависимости от того, где они росли и развивались. Если не заниматься воспитанием, то эти собаки могут быть агрессивны к сородичам. 
Тибетские терьеры подходят для проживания в квартире, хотя это очень подвижные собаки. Но тут есть и минус: из-за этого они нуждаются в регулярных физических упражнениях, иначе, они будут выплескивать накопившуюся энергию в агрессию. Они очень ревнивы, и не любят, когда кроме них у их хозяина живёт другое животное.

## Здоровье
Исследования клуба собаководства Соединённого Королевства (англ. United Kingdom, не путайте с Великобританией[прояснить]) показали, что средняя продолжительность жизни тибетских терьеров — 12 лет, рекорд по продолжительности жизни у тибетских терьеров — 18,25 лет
Тибетские терьеры часто болеют заболеваниями глаз и суставов, такими как дисплазия тазобедренного сустава, вывих коленной чашечки, атрофия, вывих хрусталика, катаракта и шумы в сердце.